# Made in Hawaii TV
Made in Hawaii TVは、ハワイ情報を発信する日本国内CS放送中心に展開するTV番組。制作会社はA.P.O Entertainment Production LLC.

## 概要
公式サイトによれば、デービッド・イゲハワイ州知事に承認された、現地発のテレビ番組である。ハワイの最新情報や魅力を伝える番組を作成している。放送内容の一部はハワイ情報サイトALOCOとも連動している。